# Quercus hemisphaerica
Quercus hemisphaerica là một loài thực vật có hoa trong họ Cử. Loài này được Bartram ex Willd. miêu tả khoa học đầu tiên năm 1805.